# Avery Dennison

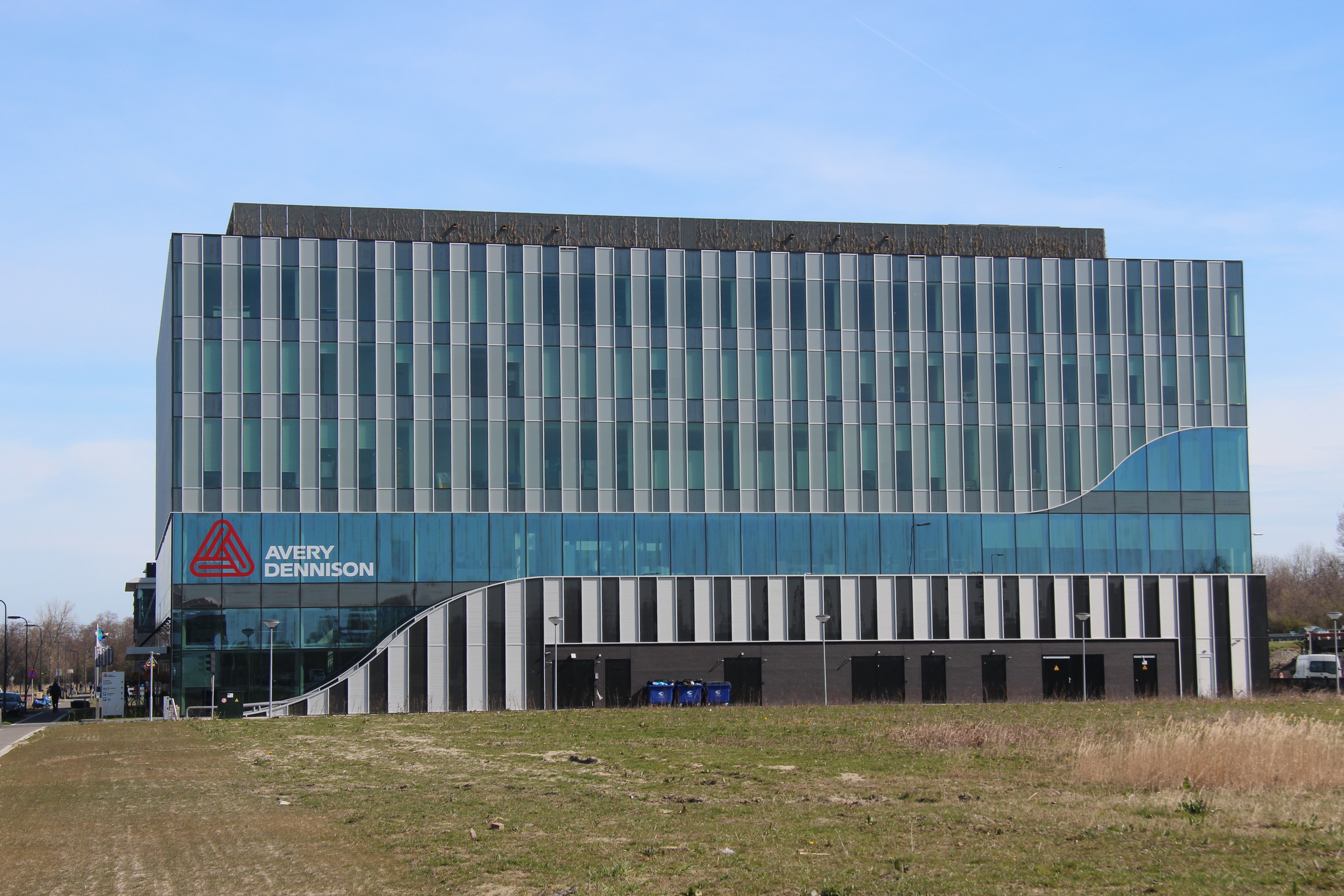
Avery Dennison Europe Corporate Office in Oegstgeest

Het bedrijf Avery Dennison is in Mentor, Ohio, Verenigde Staten gevestigd. Het staat al jaren in de Fortune 500, in 2013 op plaats 375.
Het bedrijf werd in 1935 opgericht door R. Stanton Avery, die de uitvinder was van het eerste zelfklevende etiket (met de naam Kum Kleen). Het produceerde gaandeweg een steeds groter scala aan kantoorartikelen en groeide uit tot een multinational.
Het hoofdkantoor van de divisie Printer Systems staat in Eching, Duitsland en het hoofdkantoor van Fasteners Europe staat in Wooburn Green in Engeland. De hoofdvestiging van de IBMS/Ticketing divisie staat in Sprockhövel. In Hazerswoude stond een grote fabriek en in Oegstgeest is het Europe Corporate Office gevestigd.

## Overnames
Het bedrijf heeft in zijn geschiedenis een aantal overnames gedaan. Begonnen als Avery is het in 1990 samengegaan met het Amerikaanse Dennison. In 1990 heeft het ook Fasson overgenomen, en rond 2000 Jackstad en het Duitse Zweckform. In 2007 heeft het Paxar overgenomen, waarmee het een flinke groei heeft gemaakt in zijn retail-tak.

## Locaties in Nederland en België
In 1955 werd het terrein van de voormalige veevoederfabriek Hooghiemstra in Utrecht verkocht aan VRG-papier, dat hier haar dochterbedrijf, de etikettenfabriek Avery, vestigde. Veel gebouwen op het terrein werden gesloopt, waaronder de villa Huis Welgelegen. Er werd een nieuw gebouw van acht verdiepingen in functionele bouwstijl tegen het Hooghiemstra-gebouw aan gebouwd, dat later bekend werd als het Avery-gebouw. In 1972 werd het complex door de gemeente Utrecht aangekocht met de bedoeling het te slopen en een nieuwe weg aan te leggen.
Avery Dennison heeft een vestiging in Oegstgeest en in  België in:
- Turnhout (Specialty Tape)
- Sint-Pieters-Leeuw (Printer Systems); tot 2014
- Gent (voormalige Paxar site)
- Rodange (Luxemburg) (Roll Materials)